# کلیسای جامع روح القدس، پنانگ
کلیسای جامع روح القدس، پنانگ (انگلیسی: Holy Spirit Cathedral, Penang) مقر اصلی اسقف کلیسای کاتولیک پنانگ، که در حال حاضر سباستین فرانسیس است، می‌باشد. این کلیسا در منطقه مسکونی آیلند پارک نزدیک گرین لین، گلوگور، پنانگ، مالزی واقع شده است. این کلیسا یک کلیسای میراث جهانی (کم‌اهمیت) است.